# Çələbilər-Moschee
Çələbilər-Moschee (eingedeutscht Tschäläbilar) ist ein schiitisches Gotteshaus und historisch-architektonischer Baukomplex aus dem 17. Jahrhundert. Die Moschee liegt im Dorf Çələbilər der Provinz Cəbrayıl von Aserbaidschan.
Mit Beschluss Nr. 132 des Ministerkabinetts der Republik Aserbaidschan vom 2. August 2001 wurde die Moschee in die Liste der bedeutenden unbeweglichen historischen und kulturellen Denkmäler der Region aufgenommen.

## Geschichte
Die Errichtung der Moschee wird auf das Jahr 1678 datiert. Sie wurde vom aserbaidschanischen Architekten Muhammad Hadschi Garaman Ahmad erbaut. Die Moschee diente seit der Entstehung auch als Koranschule, in der sowohl religiöse als auch weltliche Fächer unterrichtet wurden. Der prominente aserbaidschanische Dichter Molla Vəli Vidadi unterrichtete im 18. Jahrhundert in dieser Einrichtung.
Nach der Sowjetisierung Aserbaidschans 1920 wurde die Çələbilər-Moschee im Zuge der antireligiösen Maßnahmen geschlossen.
Nach Wiedererlangung der Unabhängigkeit Aserbaidschans 1991 wurde das einstige Gotteshaus per Dekret Nr. 132 des Ministerkabinetts vom 2. August 2001 in die Liste der unbeweglichen Kulturdenkmäler von lokaler Bedeutung aufgenommen. Noch vor der Besetzung der Provinz Cəbrayıl durch armenische Einheiten im Sommer 1993 erfolgte die umfassende Restaurierung der Moschee. Im Zuge des Zweiten Bergkarabachkrieges wurde Çələbilər am 26. Oktober 2020 von aserbaidschanischen Einheiten zurückerobert.